# Слитнопёрый скат
Слитнопёрый скат лат. Sympterygia bonapartii — вид скатов рода Sympterygia семейства Arhynchobatidae. Обитают в субтропических водах юго-западной части Атлантического океана и юго-восточной части Тихого океана между 32° ю . ш. и 44° ю. ш. Встречаются на глубине до 150 м. Их крупные, уплощённые грудные плавники образуют округлый диск с треугольным вытянутым рылом. Максимальная зарегистрированная длина 88 см. Откладывают яйца. Не являются объектом целевого промысла.

## Таксономия
Впервые новый вид был научно описан в 1841 году. Он был назван в честь французского орнитолога Шарля Люсьена Бонапарта.

## Ареал
Эти скаты обитают в водах Аргентины, Бразилии Чили и Уругвая. Встречаются на глубине до 150 м.

## Описание
Широкие и плоские грудные плавники этих скатов образуют диск в виде ромба с треугольным заострённым рылом и закруглёнными краями. На вентральной стороне диска расположены 5 жаберных щелей, ноздри и рот. Хвост длинный и тонкий. На хвосте имеются латеральные складки. 2 маленьких спинных плавника расположены на хвостовом стебле. Хвостовой плавник редуцирован. Максимальная зарегистрированная длина 88 см.

## Биология
Эти скаты откладывают яйца, заключённые в твёрдую роговую капсулу с выступами по углам. Длина капсулы 8,1 см, ширина 4,6 см. Эмбрионы питаются исключительно желтком. Самцы и самки достигают половой зрелости при длине 65 см и 63,6 см соответственно.

## Взаимодействие с человеком
Эти скаты являются объектом целевого лова. Попадаются в качестве прилова при донном тралении. В ареале ведётся интенсивный промысел. В Аргентине до 1994 их выбрасывали за борт, позднее эти скаты стали одним из важных промысловых видов. С 1994 по 1999 общая биомасса скатов, встречающихся в прибрежных водах Аргентины и Уругвая, сократилась на 49 %. Данных для оценки Международным союзом охраны природы охранного статуса вида недостаточно.